# Theodor Müller-Fürer

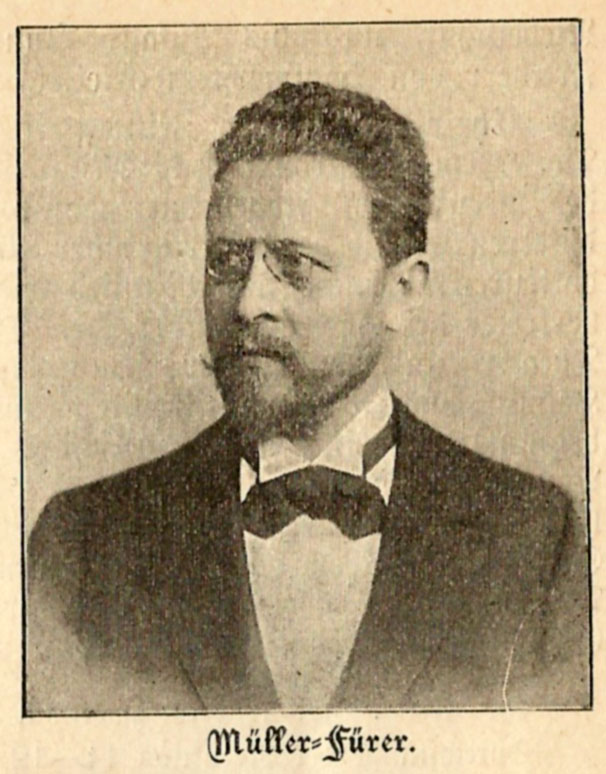
Theodor Müller-Fürer

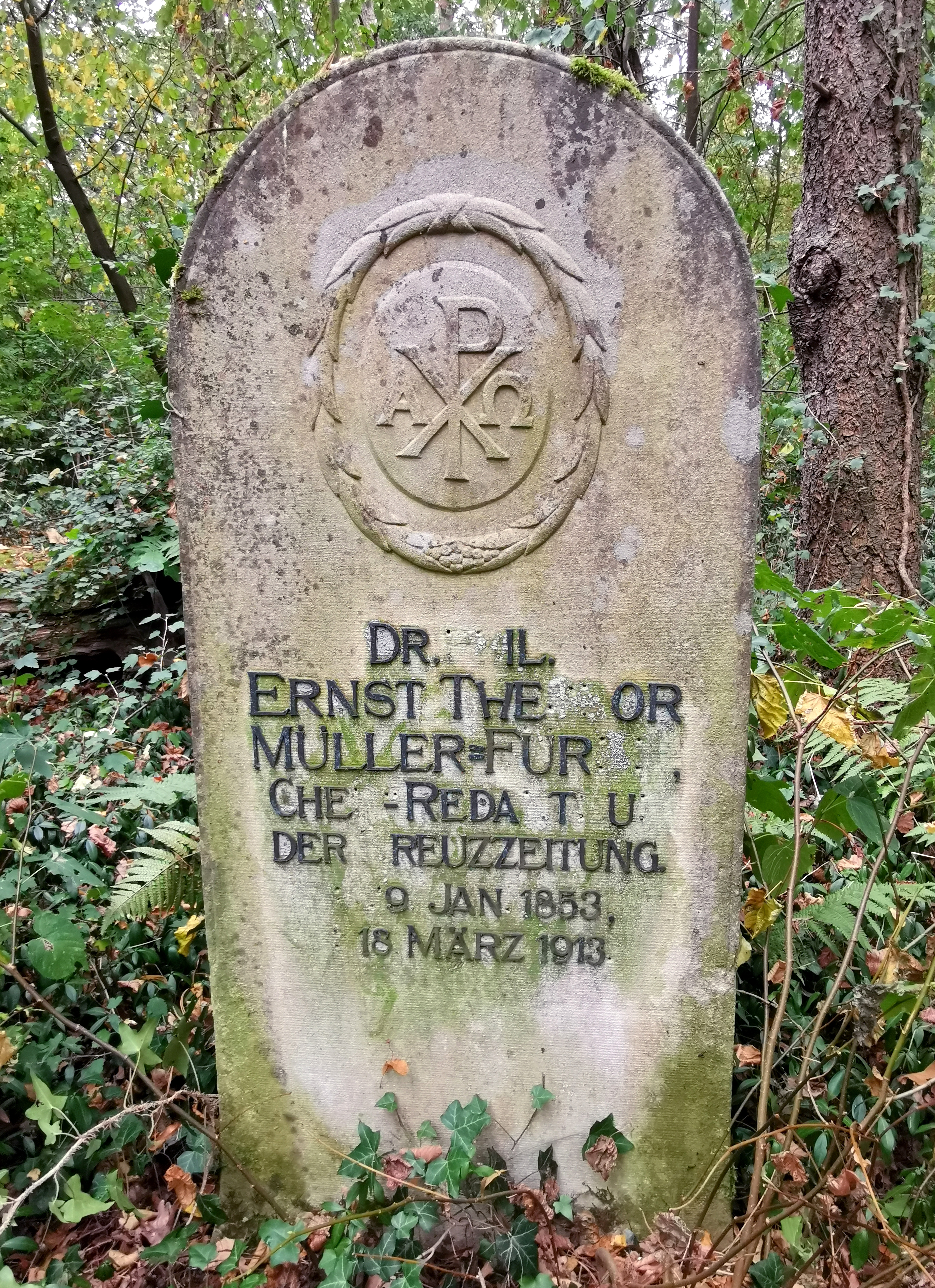
Grab auf dem Südwestkirchhof Stahnsdorf (Block Epiphanien)

Ernst Müller-Fürer (* 29. Januar 1853 in Holpe, Kreis Waldbroel als Ernst Theodor Christoph Müller; † 18. März 1913 in Zehlendorf) war ein deutscher Journalist.

## Leben
Müller-Fürer besuchte das Evangelisch Stiftische Gymnasium Gütersloh, wo er 1873 auch die Reifeprüfung ablegte. Nach dem Studium der Geschichte, Kunstgeschichte und Philosophie an den Universitäten Tübingen, wo er auch promovierte, und Marburg wirkte er sechs Jahre als Geschichtslehrer in Gütersloh. 1885 wechselte er zum Journalismus. Er war Redakteur und Herausgeber der Allgemeinen konservativen Monatsschrift (Leipzig) und der Sozialen Zeitfragen (Minden). 1889 trat er in die Redaktion des Reichsboten ein. 1891 wurde er zunächst Redakteur für volkswirtschaftliche Fragen sowie Kunst- und Theaterkritiker, später als Nachfolger von Justus Hermes Chefredakteur der Neuen Preussischen (Kreuz-)Zeitung. Außerdem war er Mitglied des Vereins der Berliner Presse. Er veröffentlichte Novellen, Broschüren und Essays. 
Müller-Fürer starb in seinem Haus an der Beerenstraße 58 in Zehlendorf. Seine letzte Ruhestätte befindet sich auf dem Südwestkirchhof Stahnsdorf.

## Werke
- Frankreichs Unionsversuch 1393 bis 1398, Gütersloh 1882 (Dissertation)
- Kunstgewerbe und Handwerkerfragen, 1886
- Die Hypothekenbanken und die Sicherheit der Hypöthekenpfandbriefe, Berlin 1902
- Die Hypothekenbankprozesse und der deutsche Kapitalist, Berlin 1904
- Eugène Aubin: Das heutige Marokko, Berlin 1905 (Übersetzung aus dem Französischen)
- Ludwig XV. und die Marquise de Pompadour, Berlin-Leipzig-Paris 1905. (mit Pierre de Nolhac)
- Ludwig XV. und Maria Leszczynska (= Memoiren-Sammlung Bd. 2), Leipzig 1906 (mit Pierre de Nolhac)